# Лугуху
Лугуху́ (кит. упр. 泸沽湖, пиньинь Lúgū Hú) — высокогорное озеро, расположенное на границе уезда Яньюань провинции Сычуань и Нинлан-Ийского автономного уезда провинции Юньнань Китайской Народной Республики. Находится в Сино-Тибетских горах, которые являются составной частью Тибетского нагорья, или в пределах Юньнань-Гуйчжоуского нагорья. На карте геоморфологического районирования Китая от 2019 года граница Тибетского нагорья пролегала чуть севернее озера. В 2021 году географы увеличили площадь Тибетского нагорья. Его геоморфологическая граница стала пересекать Лицзян в районе горы  Юйлунсюэшань и уезд Яньюань (гору Байлин) через юг Нинлан-Ийского автономного уезда, то есть теперь она проходит существенно южнее озера Лугуху.
Озеро довольно глубокое, окружено горами, на нём имеется восемь островов.
Высота над уровнем моря — 2780 м.
Из озера вытекает правый приток реки Дачунхэ.
Вокруг озера живут люди из народности мосо (это племя часто относят к народу наси), у которых до сих пор нет письменности и распространён матриархат.